# Poul Nyrup Rasmussen
Poul Nyrup Rasmussen (Esbjerg, 15 giugno 1943) è un politico danese.
È stato ministro di Stato della Danimarca dal 25 gennaio 1993 al 27 novembre 2001 e dall'aprile 2004 al novembre 2011 è stato presidente del Partito del Socialismo Europeo.
Come primo ministro implementò il sistema di gestione del mercato del lavoro conosciuto come flexicurity.

## Biografia
Proveniente da una famiglia della classe operaia, Nyrup Rasmussen ha studiato economia all'Università di Copenaghen, laureandosi nel 1971. Durante gli studi è entrato a far parte dell'associazione studentesca socialdemocratica Frit Forum.
È stato sposato dal 1994 al 2020 con la politica danese Lone Dybkjær.

## Ministro di Stato
Rasmussen ha sostituito il conservatore Poul Schlüter come capo del governo nel 1993. Ha formato una coalizione di centrosinistra tra i Socialdemocratici, i social-liberali della Sinistra Radicale, i Democratici di Centro e i Democratici Cristiani. Per rivitalizzare l'economia, il suo primo gabinetto nel 1993-94, sotto il ministro social-liberale per gli affari economici Marianne Jelved e il ministro delle finanze socialdemocratico Mogens Lykketoft, ricorse ad alcune misure keynesiane e poi realizzò numerose privatizzazioni. Nel 1994 una riforma fiscale ecologica è diventata controversa. Ha combinato l'introduzione di tasse verdi su acqua, elettricità, carbone, automobili, immondizia, fognature e sacchetti di plastica con un netto taglio delle aliquote dell'imposta sul reddito. Questi sono scesi dal 52-68% al 38-58%. Come ha notato l'OCSE, nonostante molte previsioni contrarie, la disoccupazione in Danimarca è poi diminuita e le esportazioni danesi non hanno quasi subito perdite.
Dopo aver perso voti alle elezioni parlamentari del 1994, i Democratici Cristiani hanno lasciato il governo e nel 1996 anche i Democratici di Centro hanno lasciato la coalizione. La restante piccola coalizione è stata confermata per un soffio nelle elezioni del 1998. Dopo la sua rielezione, Rasmussen ha annunciato che il suo primo obiettivo sarebbe stato quello di garantire una ratifica positiva del Trattato di Amsterdam dell'UE. Infatti, nel referendum che ne è seguito, una maggioranza del 55% ha votato a favore del trattato. Nel referendum danese che seguì due anni dopo l'introduzione dell'euro, tuttavia, Rasmussen subì una sconfitta; la moneta unica è stata respinta dal 53,2% dei votanti.
In vista degli alti sondaggi per i partiti di governo, Rasmussen ha annunciato elezioni anticipate nell'autunno 2001, sostenendo che ciò avrebbe dato al nuovo primo ministro abbastanza tempo per prepararsi alla presidenza danese dell'UE nel 2002. Durante la campagna elettorale, incentrata sulla politica migratoria, i Socialdemocratici sono caduti nei sondaggi mentre Venstre e il partito populista di destra del Partito Popolare Danese hanno ottenuto consensi.
Infine, i Socialdemocratici hanno subito una dolorosa sconfitta nelle elezioni parlamentari del 2001, con il peggior risultato elettorale dal 1973. Per la prima volta dal 1924, non erano più la fazione più forte del Folketing. Anders Fogh Rasmussen (Venstre) è diventato il nuovo primo ministro. Sebbene Poul Nyrup Rasmussen abbia inizialmente annunciato la notte delle elezioni che sarebbe rimasto leader del partito e avrebbe avviato il rinnovo dei Socialdemocratici danesi, si è dimesso alla fine del 2002 dopo che la sua leadership del partito è stata messa in discussione.